# Saison 2 de MacGyver (2016)
Chronologie
Saison 1 Saison 3
Cet article présente le guide des épisodes de la deuxième saison de la série télévisée américaine MacGyver, reboot de la série du même nom créée en 1985.

## Généralités
- Aux États-Unis, la saison a été diffusée du 29 septembre 2017 au 4 mai 2018 sur le réseau CBS.
- Au Canada, la saison a été diffusée en simultanée sur le réseau Global.
- En France‚ la saison 2 est diffusée dans la foulée de la première‚ à partir du 16 mars 2018 sur M6.

## Distribution

### Acteurs principaux
- Lucas Till (VF : Axel Kiener) : Angus « Mac » MacGyver
- George Eads (VF : Denis Laustriat) : Jack Dalton
- Isabel Lucas (VF : Laura Blanc) : Samantha Cage (épisodes 1 à 11, invitée épisode 13)
- Justin Hires (VF : Jean-Baptiste Anoumon) : Wilt Bozer
- Tristin Mays (VF : Youna Noiret) : Riley Davis
- Meredith Eaton (VF : Déborah Perret) : Matilda « Matty » Webber

### Acteurs récurrents et invités
- Kate Bond : Jill Morgan, technicienne de la Fondation Phénix
- David Dastmalchian (VF : Damien Ferrette) : Murdoc (épisodes 4, 11 et 15)
- Aina Dumlao (en) (VF : Jade Phan-Gia) : Andie Lee (épisode 6)
- Lauren Vélez : Cassandra Glover, coordinatrice pour le Operative Training Center (épisodes 8 à 10)
- Reign Edwards : Leanna Martin, recrue au camp d'entraînement avec Bozer (épisodes 8 à 10, 22)
- William Baldwin : Elwood Davis, père de Riley (épisodes 8 à 10, 16)
- Bruce McGill ("Jack Dalton" de la série originale) : Détective Greer[1] (épisode 11)
- Michael Des Barres ("Murdoc" de la série originale) : Nicholas Helman (épisode 15)
- Garrett Morris : Willy, propriétaire du “Willy’s House of Voodoo”[2] (épisode 14)
- Michael Michele (VF : Anne Rondeleux) : Diane, la mère de Riley (épisode 15)

## Épisodes

### Épisode 1:Bienvenue Mademoiselle Cage
- États-Unis /  Canada : 29 septembre 2017 sur CBS[3] / Global
- Suisse : 11 mars 2018 sur RTS Un
- France : 16 mars 2018 sur M6

- États-Unis : 6,69 millions de téléspectateurs[4] (première diffusion)
- Canada : 1,373 million de téléspectateurs[5] (première diffusion + différé 7 jours)
- France : 2,58 millions de téléspectateurs[6] (première diffusion)

- Ricky Russert (Lt. Samuel Diaz)
- Marco Sanchez (Monsieur Diaz)
- Daisy Pareja (Madame Diaz)
- Nelson Bonilla (Dominguez)
- Maz Siam (10 de pique)
- Richard Marrero (Garde # 1)
- Ari Rufino (Garde)
- Mustafa Gatollari (Rasha)
- Sameer Ali Khan (Nizar)
- Danny Boushebel (Sayid)

### Épisode 2:Mission solo
- États-Unis /  Canada : 6 octobre 2017 sur CBS / Global
- Suisse : 11 mars 2018 sur RTS Un
- France : 16 mars 2018 sur M6

- États-Unis : 6,38 millions de téléspectateurs[7] (première diffusion)
- Canada : 1,165 million de téléspectateurs[8] (première diffusion + différé 7 jours)
- France : 2,19 millions de téléspectateurs[6] (première diffusion)

- Ronnie Gene Blevins (Cyclone)
- Victoria Hall (Akira)
- Shawn Kathryn Kane (D-Rez)
- George Murdoch aka Tyrus (Goliath)
- Kate Bond (Jill Morgan)
- Douglas Olsson (secrétaire à la Défense)
- Ari Rufino (Garde)
- Mustafa Gatollari (Rasha)
- Sameer Ali Khan (Nizar)
- Danny Boushebel (Sayid)

### Épisode 3:Faites vos jeux
- États-Unis /  Canada : 13 octobre 2017 sur CBS / Global
- Suisse : 18 mars 2018 sur RTS Un
- France : 23 mars 2018 sur M6

- États-Unis : 6,74 millions de téléspectateurs[9] (première diffusion)
- Canada : 1,285 million de téléspectateurs[10] (première diffusion + différé 7 jours)
- France : 2,26 millions de téléspectateurs[11] (première diffusion)

- Karolina Wydra (Vera Kazakova)
- Darin Cooper (Directeur de la sécurité)
- Charles Green (L'homme de maintenance)
- Barry Victor Piacente (Casse-cou)
- Dennis Friebe (Trafiquant)
- Essam Ferris (Garde avec Vera)
- Brady Bond (Cassien)
- Patrick Logan (Garde de sécurité)
- Sergey Nagorny (Homme)

### Épisode 4:Insaisissable
- États-Unis /  Canada : 20 octobre 2017 sur CBS / Global
- Suisse : 18 mars 2018 sur RTS Un
- France : 23 mars 2018 sur M6

- États-Unis : 6,77 millions de téléspectateurs[12] (première diffusion)
- Canada : 1,249 million de téléspectateurs[13] (première diffusion + différé 7 jours)
- France : 2,03 millions de téléspectateurs[11] (première diffusion)

- David Dastmalchian (Murdoc)
- Michael O'Keefe (Harry McGyver)
- Grant Springate (Petit Mac)
- Anthony Starke (Henry Fletcher)
- Carl Kennedy (Technicien scientifique de la Fondation Phénix)

### Épisode 5:L'Île maudite
- États-Unis /  Canada : 27 octobre 2017 sur CBS / Global
- Suisse : 25 mars 2018 sur RTS Un
- France : 30 mars 2018 sur M6

- États-Unis : 6,45 millions de téléspectateurs[14] (première diffusion)
- Canada : 1,054 million de téléspectateurs[15] (première diffusion + différé 7 jours)
- France : 2,498 millions de téléspectateurs[16] (première diffusion)

- Jeananne Goossen (Harper Hayes)
- Isaiah Stratton (Commandant Byron Willer)
- David Carr (Bill Kearns)
- Shaun Mixon (Pilote)
- Philip Fornah (Officier tactique de la CIA # 1)

### Épisode 6:Entre deux feux
- États-Unis /  Canada : 3 novembre 2017 sur CBS / Global
- Suisse : 25 mars 2018 sur RTS Un
- France : 30 mars 2018 sur M6

- États-Unis : 7,09 millions de téléspectateurs[17] (première diffusion)
- Canada : 1,368 million de téléspectateurs[18] (première diffusion + différé 7 jours)
- France : 2,26 millions de téléspectateurs[16] (première diffusion)

- Hakeem Kae-Kazim (Solomon)
- Zoe Addison Smith (Annabella Pena)
- Melanie Mendez (Denise)
- Aina Dumlao (Andie Lee)
- Kate Bond (Jill Morgan)
- Jay Amir (Garçon nigerien)
- Tunde Laleye (Rebelle)
- Kendall Joy Hall (Nina)

### Épisode 7:Une affaire de cœur
- États-Unis /  Canada : 10 novembre 2017 sur CBS / Global
- Suisse : 1er avril 2018 sur RTS Un
- France : 6 avril 2018 sur M6

- États-Unis : 7,27 millions de téléspectateurs[19] (première diffusion)
- Canada : 1,228 million de téléspectateurs[20] (première diffusion + différé 7 jours)
- France : 2,53 millions de téléspectateurs[21] (première diffusion)

- Bethany Geaber (Janese)
- Parker Sack (Tommy)
- Daniella Alonso (Dr Alejandra Rosa)
- Joseph Castillo-Midyett (Hector León)
- Kate Bond (Jill Morgan)
- Brad Brinkley (Officier du LAPD)
- Martin Pena (Soldat putschiste)
- Daisy Galvis (Infirmière Puga)
- Joseph Melendez (Colonel Zarate)
- Tara Jones (Reporter)

### Épisode 8:L'Art et la manière
- États-Unis /  Canada : 17 novembre 2017 sur CBS / Global
- Suisse : 1er avril 2018 sur RTS Un
- France : 6 avril 2018 sur M6

- États-Unis : 7,17 millions de téléspectateurs[22] (première diffusion)
- Canada : 1,33 million de téléspectateurs[23] (première diffusion + différé 7 jours)
- France : 2,06 millions de téléspectateurs[21] (première diffusion)

- William Baldwin (Elwood Davis)
- Reign Edwards (Leanna Martin)
- Lauren Velez (Cassandra Glover)
- Joseph Meissner (Wiessler)
- Curtis Armstrong (Prêteur sur gages)
- Roger Floyd (Enzo Lemaire)
- Amanda Lavassani (Michelle Baker)

### Épisode 9:De l'eau dans le gaz
- États-Unis /  Canada : 1er décembre 2017 sur CBS / Global
- Suisse : 8 avril 2018 sur RTS Un
- France : 13 avril 2018 sur M6

- États-Unis : 6,61 millions de téléspectateurs[24] (première diffusion)
- Canada : 1,119 million de téléspectateurs[25] (première diffusion + différé 7 jours)

- William Baldwin (Elwood Davis)
- Kate Bond (Jill Morgan)
- Louis Ozawa Changchien (Dev Singh)
- Domenick Lombardozzi (Tireur)
- Grant Springate (Petit Mac)
- Ian Patrick Mendes (Blake)
- Reign Edwards (Leanna Martin)
- Luna Lauren Velez (Cassandra Glover)

### Épisode 10:Sauvetage à distance
- États-Unis /  Canada : 8 décembre 2017 sur CBS / Global
- Suisse : 8 avril 2018 sur RTS Un
- France : 13 avril 2018 sur M6

- États-Unis : 7,21 millions de téléspectateurs[26] (première diffusion)
- Canada : 1,145 million de téléspectateurs[27] (première diffusion + différé 7 jours)

- William Baldwin (Elwood Davis)
- Reign Edwards (Leanna Martin)
- Lauren Velez (Cassandra Glover)
- Amy Okuda (Zoe)
- Domenick Lombardozzi (Tireur)
- Kyle Kennedy (Amiral des Gardes-Côtes)
- Jeff Sprauve (Étudiant russe)
- Kate Bond (Jill Morgan)

### Épisode 11:Pris au piège
- États-Unis /  Canada : 15 décembre 2017 sur CBS / Global
- Suisse : 15 avril 2018 sur RTS Un
- France : 20 avril 2018 sur M6

- États-Unis : 6,87 millions de téléspectateurs[28] (première diffusion)
- Canada : 1,106 million de téléspectateurs[29] (première diffusion + différé 7 jours)

- Bruce McGill (Détective Greer)
- David Dastmalchian (Murdoc)
- Arjay Smith (Détective Turner)
- Jordan Preston Carter (L'enfant)
- Michelle Elaine (La mère)
- David MacDonald (Agent Vincent Whittaker)
- Jouse Guttierez (Hector Ruiz)

### Épisode 12:Une amitié explosive
- États-Unis /  Canada : 5 janvier 2018 sur CBS / Global
- Suisse : 15 avril 2018 sur RTS Un
- France : 20 avril 2018 sur M6

- États-Unis : 7,83 millions de téléspectateurs[30] (première diffusion)
- Canada : 1,436 million de téléspectateurs[31] (première diffusion + différé 7 jours)

- Emerson Brooks (Charlie Robinson)
- Rob Treveiler (Agent Saic Joseph du FBI)
- Todd Anthony Manaigo (Commandant du SWAT Kevin Hong)
- Jay Devon Johnson (Colonel Martinez)
- Garfield Wedderburn (Delta)
- Anthony Nguyen (Officier démineur)
- Tenaya Cleveland (Chirurgien des urgences)

### Épisode 13:Mac et les robots
- États-Unis /  Canada : 12 janvier 2018 sur CBS / Global
- Suisse : 22 avril 2018 sur RTS Un
- France : 27 avril 2018 sur M6

- États-Unis : 8,14 millions de téléspectateurs[32] (première diffusion)
- Canada : 1,531 million de téléspectateurs[33] (première diffusion + différé 7 jours)

- Ashley Tisdale (Allie Wintrop)
- Kate Bond (Jill Morgan)
- Eddie McClintock (Jimmy Leroy)
- Jane Rumbaua (Tina Pham)
- Fidelus Singleton (Oscar)
- Kevin Patrick Murphy (Martin Korman)
- Juan Piedrahita (Bellman)
- Michael Rubino (Ahmed)
- Brian Brightman (Officiel)
- Thom Scott II (Blake)
- Dominique Mari (La mariée)
- Phillip Mullings Jr. (Le marié)

### Épisode 14:Un couple idéal
- États-Unis /  Canada : 19 janvier 2018 sur CBS / Global
- Suisse : 22 avril 2018 sur RTS Un
- France : 27 avril 2018 sur M6

- États-Unis : 7,68 millions de téléspectateurs[34] (première diffusion)
- Canada : 1,539 million de téléspectateurs[35] (première diffusion + différé 7 jours)

- Amy Smart (Dixie / Aurore)
- Garrett Morris (Willy)
- Jonny Coyne (Raymond)
- Edwin Walker (Barman)
- Jeffrey David Anderson (Guilherme Barbosa)
- Benjamin Wood (Joao Barbosa)
- Anthony Belevtsov (Homme de main)

### Épisode 15:Mon meilleur ennemi
- États-Unis /  Canada : 2 février 2018 sur CBS / Global
- Suisse : 29 avril 2018 sur RTS Un
- France : 4 mai 2018 sur M6

- États-Unis : 7,27 millions de téléspectateurs[36] (première diffusion)
- Canada : 1,488 million de téléspectateurs[37] (première diffusion + différé 7 jours)

- Michael Des Barres (Nicholas Helman)
- David Dastmalchian (Dennis, dit Murdoc)
- Michael Michele (Diane Davis)
- Anthony Starke (Henry Fletcher)
- Kate Bond (Jill Morgan)
- Brady Bond (Cassien)
- Parker Wierling (Geek adolescent)

### Épisode 16:Lune de miel
- États-Unis /  Canada : 2 mars 2018 sur CBS / Global
- Suisse : 29 avril 2018 sur RTS Un
- France : 4 mai 2018 sur M6

- États-Unis : 6,93 millions de téléspectateurs[38] (première diffusion)
- Canada : 1,523 million de téléspectateurs[39] (première diffusion + différé 7 jours)

- William Baldwin (Elwood Davis)
- Reign Edwards (Leanna Martin)
- Kate Bond (Jill Morgan)
- Edin Gali (Omar)
- Charlotte McKinney (Mia)
- Pasha Lychnikoff (Boris)
- Ilana (Serveur)

### Épisode 17:Le Compteur MacGeiger
- États-Unis /  Canada : 9 mars 2018 sur CBS / Global
- Suisse : 6 mai 2018 sur RTS Un
- France : 11 mai 2018 sur M6

- États-Unis : 6,61 millions de téléspectateurs[40] (première diffusion)
- Canada : 1,274 million de téléspectateurs[41] (première diffusion + différé 7 jours)

- David Garelik (Mikhail)
- David Piggott (Sergei Nelischuk)
- Martin Harris (Virgil Kahn)
- Gleb Kaminer (Homme de main)
- Neal Kodinsky (Dmitry Pavlovich)
- Nicholas Guest (en) (Voix du robot)

### Épisode 18:L'Union fait la force
- États-Unis /  Canada : 30 mars 2018 sur CBS / Global
- Suisse : 13 mai 2018 sur RTS Un
- France : 18 mai 2018 sur M6

- États-Unis : 6,43 millions de téléspectateurs[42] (première diffusion)
- Canada : 1,301 million de téléspectateurs[43] (première diffusion + différé 7 jours)

- Lance Gross (Billy Colton)
- Javicia Leslie (Jesse Colton)
- Jesse Luken (Owen Palmer)
- Sheryl Lee Ralph (Mama Colton)
- Lowrey Brown (Emil Beck)
- Robert Catrini (Lawrence Rowell)
- Marianne Fraulo (Ruth)

### Épisode 19:Les Faux-monnayeurs
- États-Unis /  Canada : 6 avril 2018 sur CBS / Global
- France : 18 mai 2018 sur M6
- Suisse : 20 mai 2018 sur RTS Un

- États-Unis : 6,68 millions de téléspectateurs[44] (première diffusion)
- Canada : 1,366 million de téléspectateurs[45] (première diffusion + différé 7 jours)

- Kate Bond (Jill Morgan)
- Gregory Alan Williams (Julian Halsey)
- Amy Smart (Aurore)
- Cory Scott Allen (Leon)
- Allie McCulloch (Caroline Grant)
- Megan McFarland (Sonia)
- Kenneth Trujillo (Agent Alvarez)

### Épisode 20:Pour une poignée de diamants
- États-Unis /  Canada : 13 avril 2018 sur CBS / Global
- Suisse : 20 mai 2018 sur RTS Un
- France : 25 mai 2018 sur M6

- États-Unis : 6,38 millions de téléspectateurs[46] (première diffusion)
- Canada : 1,212 million de téléspectateurs[47] (première diffusion + différé 7 jours)

- Elisha Henig (Ethan Jericho)
- Piper Laurie (Edith)
- Raphael Sbarge (Ralph Jericho)
- Edward Asner (Saul)
- Felix Alonzo (Perez)

### Épisode 21:Pas de vacances pour Mac
- États-Unis /  Canada : 20 avril 2018 sur CBS / Global
- Suisse : 27 mai 2018 sur RTS Un
- France : 1er juin 2018 sur M6

- États-Unis : 6,27 millions de téléspectateurs[48] (première diffusion)
- Canada : 1,282 million de téléspectateurs[49] (première diffusion + différé 7 jours)

- Kamar de los Reyes (Capitaine Delarosa)
- Ana Ayora (Kamila)
- Marc Menchaca (Booth)
- Diogo Morgado (Carlos)
- Xaveria Baird (Dean)
- Rose Bianco (Valeria)
- Isabel De La Cruz (Cora)
- Ava Davila (Adriana)

### Épisode 22:La Vérité est ailleurs
- États-Unis /  Canada : 27 avril 2018 sur CBS / Global
- Suisse : 27 mai 2018 sur RTS Un
- France : 8 juin 2018 sur M6

- États-Unis : 6,26 millions de téléspectateurs[50] (première diffusion)
- Canada : 1,091 million de téléspectateurs[51] (première diffusion + différé 7 jours)

- Michael Bisping (Porter)
- Arye Gross (Docteur Isaac Herman)
- Christopher Frontiero (Marcel)
- Greg Perrow (Travis Long)
- Alex Solowitz (Brazel)
- Erik Bello (Cobb)

### Épisode 23:Père et fils
- États-Unis /  Canada : 4 mai 2018 sur CBS / Global
- Suisse : 3 juin 2018 sur RTS Un
- France : 8 juin 2018 sur M6

- États-Unis : 6,10 millions de téléspectateurs[52] (première diffusion)
- Canada : 1,259 million de téléspectateurs[53] (première diffusion + différé 7 jours)

- Tate Donovan (Le superviseur/James McGyver)
- Lance Gross (Billy Colton)
- Kate Bond (Jill Morgan)
- Reign Edwards (Leanna Martin)
- Brad William Henke (Jonah Walsh)
- Marco Rodriguez (Luis Gomez)
- William Baldwin (Elwood Davis)